# Genetta
Genettes
Genre
Les Genettes (genre Genetta) sont des mammifères carnivores de la famille des Viverridés.

## Liste des espèces
Ce genre comprend les 14 espèces suivantes, selon Mammal Species of the World (version 3, 2005)  (2 mars 2015) :
- Genetta abyssinica (Rüppell, 1836) — Genette d'Abyssinie
- Genetta angolensis (Bocage, 1882 ) — Genette d'Angola
- Genetta bourloni — Genette de Bourlon
- Genetta cristata — Genette à crête[2]
- Genetta genetta (Linnaeus, 1758) — Genette commune
- Genetta johnstoni (Pocock, 1908) — Genette de Johnston
- Genetta maculata (Gray, 1830) — Genette panthère
- Genetta pardina — Genette pardine
- Genetta piscivora — Genette aquatique
- Genetta poensis — Genette royale[2]
- Genetta servalina (Pucheran, 1855) — Genette servaline
- Genetta thierryi (Matschie, 1902) — Genette Haussa
- Genetta tigrina (Schreber, 1776) — Genette tigrine
- Genetta victoriae (Thomas, 1901) — Genette géante

Les genettes sont des carnivores nocturnes du continent africain à l'exception de la Genette commune, européenne (qu'on soupçonne d'avoir été introduite par les Sarrasins ou les Romains).
En 2003 a été décrite (sur des analyses génétiques) une nouvelle espèce la Genette de Bourlon (Genetta bourloni), qui habite la forêt guinéenne.